# German Flatts
German Flatts ist eine Town im Herkimer County, New York, USA. Sie liegt im südlichen Teil des Countys, auf der Südseite des Mohawk Rivers, gegenüber Herkimer. Das U.S. Census Bureau hat bei der Volkszählung 2020 eine Einwohnerzahl von 12.263 ermittelt.

## Geographie
Nach Angaben des United States Census Bureau hat die Stadt German Flatts eine Gesamtfläche von 88,55 km², wovon 87,26 km² aus Land und 1,29 km² aus Wasser bestehen.
German Flatts wird im Norden durch den Mohawk River und den Eriekanal abgegrenzt. Die Ortschaften Ilion sowie Mohawk liegen im nordwestlichen Bereich, direkt am Mohawk River.
Im nordöstlichen Bereich durchquert die New York State Thruway (Interstate 90) German Flatts, welche außerdem die New York State Route 28 kreuzt. Über die Router 28 gelangt man sowohl nach Ilion als auch nach Mohawk.